# Агеєв Григорій Кузьмич
Агеєв Григорій Кузьмич (н. 15. VIII 1926, с. Чапаєвка, тепер Калинове Білоцерківський район Київської області) — новатор у вугільній промисловості, шахтар. 

## Життєпис
Бригадир прохідників (1957—1977 років) шахтового управління «Черкаське» виробничого об'єднання «Ворошиловградвугілля». В 1964 році удостоєний Ленінської премії за участь у вдосконаленні методів та організації швидкого проходження гірничих виробок на шахтах Ворошиловграду та Донецької області.